# Vincin
Pour les articles homonymes, voir Conleau (homonymie).
Le Vincin (ou rivière de Conleau) est un fleuve côtier du département du Morbihan. Il se jette dans le golfe du Morbihan, après 16,1 km.

## Toponymie
Le Vincin s'orthographiait jadis «Vinsein». Il est aussi connu sous le nom de « rivière de Conleau », du nom de l'île de Conleau, près de laquelle est située son embouchure.
Le long de son parcours, il prend différents noms, de l'amont vers l'aval : « ruisseau de Pont-er-Vouial », « ruisseau de la Fontaine de Charlic », « ruisseau de Luscanen ».
Selon Tugdual Kalvez, auteur de l'ouvrage « Découvrons Vannes, ses hauts lieux, ses noms de lieux », citant Jean Bernard, le radical VINC- est à l'origine d'hydronymes, comme ici la rivière du Vincin ; de toponymes nombreux évoquant des lieux humides, comme Les Vincies, en Saint-Félix-de-Reillac-et-Porten ; de patronymes tel Vince, en Brière (44), Vinceleux (35)... Ces expressions étant des formes nasalisées du gaulois UIS, qui a donné une multitude de formes dérivées, toutes évoquant une idée d'eau, autorisant le rapprochement avec l'indo-européen *WES, idée d'humidité.

Dans sa thèse de doctorat sur le breton d'Arradon au XXe siècle (« Réflexion sociolinguistique sur l’histoire du breton à travers un exemple particulier »), Armelle FABY-AUDIC écrit au sujet de l'étymologie du mot Vincin : 

« Ce toponyme désigne aujourd’hui : une rivière, un pont, des bois, une chapelle et des quartiers de Vannes et d’Arradon de part et d’autre de la rivière. Sa prononciation locale en breton inclinerait à l’écrire Vinsenn. Le cadastre de 1809 donne la graphie « Vincein » pour la propriété bâtie du Vincin, mais le pont est appelé « pont de Vencennes » sur ce même cadastre. Ce toponyme est sans doute à rapprocher de Vincennes. »

Sur l'étymologie du mot Vincennes, le toponymiste Ernest Nègre cite les formes Vilcenna en 856, Vulcenia en 1134, Vicenna et Vincenna en 1158, Vilcenia en 1183, Vilcena en 1190 et Vicena en 1195. Pierre-Henri Billy propose comme origine un composé gaulois *Vidu-cenna, avec un premier élément vidu signifiant « forêt » associé au suffixe -cenna, comme dans le premier nom gaulois d'Arras, Nemetocenna (signifiant « bois sacré, sanctuaire »). Bordé par la Seine et la Marne, le bois de Vincennes reste malgré tout une zone d'humidité et l'étymologie de Vincennes peut parfaitement s'expliquer par l'analyse de Jean Bernard.

## Parcours
Le Vincin prend sa source sur la commune de Ploeren, au nord-ouest du bourg. Il se dirige d'abord vers le nord en formant la limite avec la commune de Plougoumelen, puis bifurque vers l'est et enfin vers le sud. Il serpente alors dans une vallée étroite et marque la limite entre les communes de Vannes et d'Arradon. En aval du pont du Vincin, la vallée est sujette aux marées, comme en témoigne l'ancien moulin à marée de Campen. 

### Embouchure
Le Vincin conflue avec la Marle au niveau de l'île de Conleau avant de se jeter dans le golfe du Morbihan en face de Port-Anna (Séné).

### Affluents
Les affluents du Vincin sont le Kergoat, le Ménaty et le Bilair.

### Bassin versant
La superficie de son bassin versant est de 72 km2.

## Éléments remarquables
- Pont du Vincin (jadis pont de Campen)
- Ancien moulin à marée de Campen
- Presqu'île de Conleau
- Port-Anna

## Écologie
Situé à proximité immédiate d'une grande ville, le site des rives du Vincin est particulièrement sensible à la pression humaine. Le conservatoire du Littoral et la ville de Vannes agissent depuis 1995 pour concilier la fréquentation et la protection. 
La ria du Vincin, au sud de Vannes, abrite une mosaïque de milieux insoupçonnés. Les hérons cendrés et les bergeronnettes des ruisseaux sont observés lorsqu'ils se nourrissent sur la vasière en toute tranquillité. Ils côtoient les bécassines des marais, les limicoles, les courlis, l'aigrette garzette et les chevaliers. 
La végétation des rives du Vincin offre une belle diversité. Les arbres et les arbustes y croissent en grand nombre, les chênes pédonculés et les châtaigniers étant les plus nombreux. Les graminées sauvages foisonnent dans les espaces plus ouverts : le fromental, la houlque laineuse et la flouve odorante sont abondants. Sur les terres acides, les ajoncs de Le Gall et les bruyères ciliées rappellent les éléments de base de landes bretonnes.

## Protection
L'arrêté  2006/44 du 6 juillet 2006, émis par le préfet maritime de l'Atlantique, interdit toute navigation sur les parties situées en amont d’une ligne joignant les deux points suivants placés de part et d’autre des rives (limite de zone de mouillage) : (coordonnées WGS 84)
- A : 47° 38’ N - 02° 47,30’ W
- B : 47° 37,98’ N – 02° 47,33’ W